# Ana Nikolić
Ana Nikolić (Paraćin, 27. rujna 1978.) jedna je od najpopularnijih srpskih pop-folk pjevačica.

## Životopis
Ima majku Milijanu i brata Marka, a otac Dušan (1955. – 1998.) joj je preminuo. Ana je djetinjstvo provela u Paraćinu gdje je završila jezičnu gimnaziju. Zatim se preselila u Beograd i upisala je Višu politehničku školu, smjer dizajn. Glazbenu karijeru je započela 1990. godine pjevajući po beogradskim splavovima. 1998. godine se prvi put pojavila na televiziji i to u emisiji „3K DUR“ u kojoj je otpjevala pjesmu Marine Perazić „Kolačići“.
2003. godine na Beoviziji Ana se publici predstavila s pjesmom „Januar“ koja je ubrzo postala veliki hit. Osvojila je nagradu za najbolji debitantski nastup. Snimila je istoimeni album na kome su se, osim naslovne, izdvojile numere: „Hoću da te gledam“, „Vatra“, „Ptica skitnica“, „Atina“ i „Moj klub“. Surađivala je s Marinom Tucaković i Aleksandrom Milićem.
Iste godine je osvojila oskar za pop pjevačicu godine, hit godine i album godine.
2004. godine je proglašena za otkriće godine. Poslije uspjeha koji je postigla, Ana je napravila pauzu i vratila se u velikom stilu nastupivši na Beoviziji 2006. Izvela je „Romale romali“ i s njom je osvojila četvrto mjesto. 2007. godine City Records i Miligram Music su izdali Anin drugi CD pod nazivom „Djevojka od čokolade“.
Osim ove pjesme, zapažene su bile: „Plakaćete za mnom oboje“, „Klovn“ i „Ipak se okreće“. Pjevačica je održala prvu turneju u karijeri pod nazivom „Čokolada“. 2008. godine je objavljen CD s Aninim najvećim hitovima uz dodatak dvije nove pjesme: „Šizofrenija“ i „Ekstaza“. Ima ulogu pjevačice imena Sanela u televizijskoj seriji iz Srbije, Pare ili život (2009. i 2010.).

## Diskografija

### Studijski albumi
- Januar (2003)
- Devojka od čokolade (2006)
- Mafia caffé (2010)
- Milion dolara (2013)
- Labilna (2016)
- Klinika (2020)

### EP
- Hvala, Doviđenja (2024)

## Privatan život
Ana je bila u braku sa srpskim reperom Rastom s kojim ima kćer.